# Opština Bajina Bašta
Opština Bajina Bašta (Kyrillisch: Општина Бајина Башта, Deutsch: Gemeinde Bajina Bašta) ist eine Gemeinde (serb. Opština) im Okrug Zlatibor in Serbien. Verwaltungshauptstadt ist die gleichnamige Stadt Bajina Bašta.

## Gemeinde

### Städte und Dörfer
| - Bajina Bašta - Bačevci - Beserovina - Cerje - Crvica - Gvozdac - Dobrotin - Draksin - Dub - Jagoštica - Jakalj - Jelovik | - Konjska Reka - Kostojevići - Lug - Lještansko - Mala Reka - Obajgora - Ovčinja - Okletac - Pepelj - Perućac - Pilica - Pridoli | - Rastište - Rača - Rogačica - Sijerač - Solotuša - Strmovo - Višesava - Zaglavak - Zaovine - Zarožje - Zaugline - Zlodol |

### Nachbargemeinden
Kosjerić, Užice

## Geschichte
Die Gebiete in der Gemeinde haben ein zahlreiches, historisches Erbe. 

### Steinzeit
Die ältesten historischen Fünde stammen aus der Jungsteinzeit (5000 vor Christus) in der Nähe von Višesava. Die Reste dieser Siedlungen zeigen, dass die Menschen damals in ca. 2,5 Meter tiefen Bunkern auf drei unterirdischen Ebenen lebten. Diese Menschen gehörten zur sogenannten Körös-Kultur, einer der ältesten Kulturen auf der Balkanhalbinsel. Darüber hinaus gibt es zahlreiche Funde aus der Eisenzeit.

### Rom, Byzanz und Mittelalter
Zur Zeit der römischen, byzantinischen und mittelalterlichen Periode waren die Ortschaften in der Gemeinde wichtige Zentren des Handels, da sie an der Grenze zu Bosnien lagen.

## Fundstätten

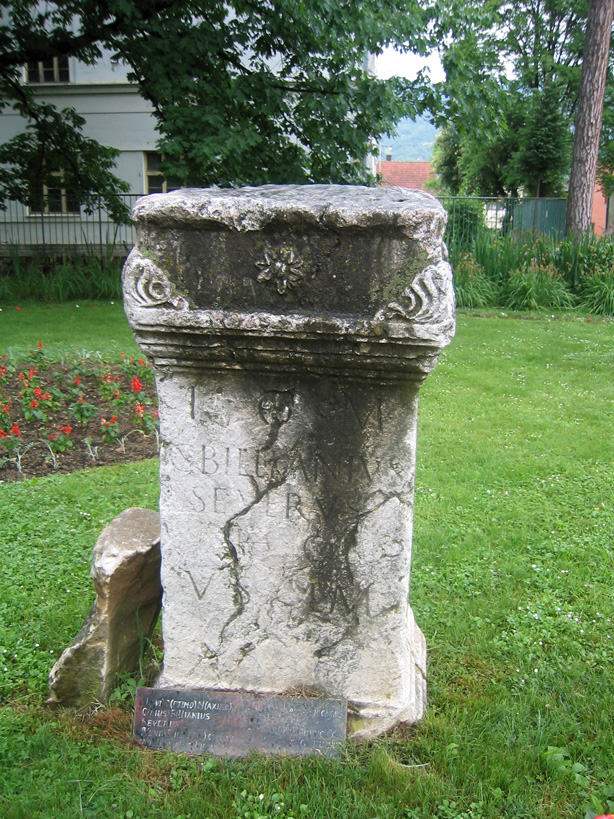
Grabstein

In der Gemeinde Bajina Bašta gibt es zahlreiche archäologische Fundstätten.

### Grabsteine
Im Dorf Pilica gibt es Überreste römischer Grabsteine aus dem 2. und 3. Jahrhundert. Weitere archäologische Fundstätten befinden sich in Kremna, Mokra Gora, Perućac, Rastište und Dub. 

### Klöster und Kirchen
In dem Dorf Dub gibt es eine Holzkirche aus dem Jahr 1792 einer spezifischen Architektur mit einem Schindeldach. Eine Vielzahl von Ornamenten und Schriftzeichen aus dem 17. Jahrhundert zeugen davon, dass diese Kirche eine der bekanntesten Kirchen im damaligen Serbien war.

#### Kloster Rača
Das Kloster Rača, welches sich sieben Kilometer südlich der gleichnamigen Stadt Rača befindet, gilt ebenfalls als eines der ältesten und bedeutendsten Schätze der Region. Es wurde von Stefan Dragutin, dem damaligen König, erbaut. Hier wurden die wichtigsten religiösen Schriften des mittelalterlichen Serbien erstellt. Diese Mönche wurden unter dem Namen Račani berühmt. 
Zahlreiche Ikonostasen zieren seit dem Wiederaufbau 1835 die Wände des Klosters. Das Kloster beherbergt eine Schatzkammer und eine Bibliothek mit über 1.200 Büchern und Schriften.
Der Mönch Jerotej Račanin verfasste 1704 mit seinem Werk Putašastvije k gradu Ierusalimu die erste Reisebeschreibung der neueren serbischen Literatur.

## Wirtschaft
Die zwei größten natürlichen Ressourcen der Gemeinde sind der Fluss Drina sowie das Tara-Gebirge mit dem nach ihm benannten Nationalpark Tara. Das als Pumpspeicherkraftwerk bis 1982 gebaute Wasserkraftwerk des Bajina-Bašta-Stausees, welcher an der Drina angelegt wurde, hat eine Leistung 2x307 MW und erzeugt jährlich etwa 600 GWh elektrische Energie.